# Římskokatolická farnost Paseky nad Jizerou
Římskokatolická farnost Paseky nad Jizerou (lat. Passeca) je církevní správní jednotka sdružující římské katolíky na území obce Paseky nad Jizerou a v jejím okolí. Organizačně spadá do turnovského vikariátu, který je jedním z 10 vikariátů litoměřické diecéze.

## Historie farnosti
Od roku 1789 byla v místě lokálie a území farnosti spadalo pod Vysoké. Matriky jsou vedeny od roku 1790. Farnost byla kanonicky zřízena od roku 1852.

### Duchovní správcové vedoucí farnost
Začátek působnosti jmenovaného v duchovní správě farnosti od:
- 1789 cap. loc. vacat
- 1790 cap. loc. Laur. Schröter OP
- 1793 cap. loc. Raymund. Caspar OP
- 1795 cap. loc. Jos. Patoczka, n. 3. 3. 1752 Hochstadt. a. I., o. 1. 6. 1776, † 10. 5. 1826
- 1820 cap. loc. vacat
- 1820 cap. loc. Joann. Nossek, n. 24. 8. 1789 Hochstadt a. I., o. 15. 8. 1813, † 13. 4. 1837
- 1827 cap. loc. Franc. Rubesch, n. 3. 10. 1783 Neobolesl, o. 17. 8. 1809, † 8. 4. 1864
- 1846 cap. loc. vacat, admin. Jos. Baresch
- 1847 cap. loc. Joann. Nosek, n. 22. 2. 1804 Hochstadt a. I., o. 3. 9. 1828
- 1852 proto-par. (1. farář) Joann. Nosek, n. 22. 2. 1804 Hochstadt a. I., o. 3. 9. 1828, † 29. 5. 1874
- 1865 Franc. Duchoň, n. 2. 10. 1811 Příbram, o. 30. 4. 1835
- 1876 par. vacat, admin. int. Franc. Rakouš
- 1877 Franc. Rakouš, n. 6. 9. 1817 Bukovina, o. 27. 7. 1845, † 15. 2. 1890
- 1882 Wencesl. Smetana, n. 3. 2. 1842 Řepín, o. 15. 7. 1868, † 5. 5. 1894
- 1894 Car. Ditrich, n. 7. 2. 1867 Važice, o. 25. 3. 1888
- 1904 Franc. Vysoký, n. 4. 7. 1864 Poplzí, o. 29. 6. 1890, † 15. 5. 1935
- 1905 Wenc. Kadlec, n. 26. 9. 1863 Turnau, o. 22. 5. 1887, † 25. 10. 1956
- 1909 Joann. Čumpl, n. 20. 1. 1871 Magno Losenic. o. 7. 7. 1895
- 1913 par. vacat, admin. interc. Wenc. Holub
- 1914 Wenc. Holuby, n. 13. 5. 1875 Spálené Poříčí, o. 10. 7. 1898
- 1920 par. vacat, admin. interc. Wenc. Drahota
- 1924 Henr. Max, n. 16. 7. 1857 Bystřice, o. 11. 5. 1884, † 17. 9. 1935
- 1926 par. vacat, admin. interc. excurr. Aloys. Liehmann
- 1938 par. vacat, admin. interc. Carol. Doležal
- 1941 par. vacat, admin. interc. Erich Linhart
- 1. 5. 1941 Anton. Kollmann, n. 9. 6. 1897 Porstendorf, o. 26. 6. 1921, † 21. 5. 1968
- 25. 10. 1952 František Červinka
- 15. 11. 1963 Bohuslav Skácel, admin. exc. z Vysokého nad Jizerou
- 1. 8. 1972 Jan Fexa, admin. exc. z Vysokého nad Jizerou
- 15. 11. 1977 Ladislav Kubíček, admin. exc. z Vysokého nad Jizerou
- 1. 10. 1987 Pavel Kejdana, admin. exc. z Vysokého nad Jizerou
- 1. 4. 1989 Petr Kubíček , admin. exc. z Vysokého nad Jizerou
- 15. 8. 1991 František Mráz, admin. exc. z Jablonce nad Jizerou
- 1. 8. 1992 Josef Hubálek, admin. exc. z Jablonce nad Jizerou
- 1. 9. 1996 Stanislav Jílek, admin. exc. z Jablonce nad Jizerou
- 1. 7. 1997 Josef Mazura, admin. exc. z Jablonce nad Jizerou
- 1. 1. 1999 Jan Jucha MS, admin. exc. z Bozkova
- 1. 9. 2002 Krzysztof Mikuszewski MS, admin. exc. z Bozkova[3]

## Území farnosti
Do farnosti náleží území obce:
- Paseky nad Jizerou (Paßeck an der Iser[4])[p 1]

## Římskokatolické sakrální stavby a místa kultu na území farnosti
| | Fotografie | Stavba             | Místo              | Bohoslužby                      | Zeměpisné souřadnice            | Status       | Číslo kulturní památky                       |
| Kostel | Kostel     | Kostel             | Kostel             | Kostel                          | Kostel                          | Kostel       | Kostel                                       |
| --- | ---------- | ------------------ | ------------------ | ------------------------------- | ------------------------------- | ------------ | -------------------------------------------- |
| 1. |            | Kostel sv. Václava | Paseky nad Jizerou | bližší informace o bohoslužbách | 50°43′27″ s. š., 15°24′5″ v. d. | farní kostel | 17136/6-2729 (Pk•MIS•Sez•Obr•WD) (Q24576356) |
| Některé drobné sakrální stavby a pamětihodnosti lze dohledat zde v databázi Drobné sakrální památky Zaniklé sakrální stavby lze dohledat zde v databázi Poškozené a zničené kostely, kaple a synagogy v České republice |            |                    |                    |                                 |                                 |              |                                              |

Ve farnosti se mohou nacházet i další drobné sakrální stavby, místa římskokatolického kultu a pamětihodnosti, které neobsahuje tato tabulka.

## Příslušnost k farnímu obvodu
Z důvodu efektivity duchovní správy byl vytvořen farní obvod (kolatura) farnosti Bozkov, jehož součástí je i farnost Paseky nad Jizerou, která je tak spravována excurrendo.